# Giò - La donna che amo
Giò - La donna che amo è un doppio album della cantante Giovanna pubblicato dall'etichetta Kicco Music nel 1994.

## Tracce
CD 1:
1. La mia cocaina (G. Nocetti)
2. Figlio mio (Ninna nanna) (B. Lanzetta, Lazzareschi)
3. Embargos (G. Nocetti, E. Moscato)
4. Se lo vorrai (G. Nocetti)
5. Bolero (Maurice Ravel)
6. L'innocente (G. Nocetti, C. Capuano)
7. Tutto e subito (G. Nocetti, A. Cantamesse)
8. Dora (G. Nocetti)
9. Tu c'ampare 'o cammino (tradizionale)
10. Tiempo de contratiempo (G. Nocetti, C. Capuano)
11. Le tue bugie (G. Nocetti)
12. Dimmelo (G. Nocetti)
13. Buenos Aires (G. Nocetti)
14. Granada (Agustín Lara)

CD 2:
1. Una rotonda sul mare (Franco Migliacci, P. Faleni)
2. Cuore matto (Ambrosino, Totò Savio)
3. Il cielo in una stanza (Gino Paoli)
4. Mambo italiano (Bob Merrill)
5. Gloria (Giancarlo Bigazzi, Umberto Tozzi)
6. That's amore (Harry Warren, J. Brooks)
7. Sarajevo (G. Nocetti, Willy Viteka)
8. Amapola (J.R. Lacalle, C. Bruno)
9. La virgen de la macarena (B. Monterde)
10. Mambo que quema (M. Bellocco)
11. I want to break free (John Deacon)
12. Lasciami vivere (G. Nocetti)
13. Atomo (G. Nocetti)
14. Dos cruces (N. Ferro)